# Filomeno Vieira Dias
Filomeno do Nascimento Vieira Dias (ur. 18 kwietnia 1958 w Luandzie) – angolański duchowny rzymskokatolicki, arcybiskup Luandy od 2015.

## Życiorys
Święcenia kapłańskie przyjął 30 października 1983. Inkardynowany do archidiecezji luandzkiej, był m.in. rektorem niższego i wyższego seminarium w Luandzie oraz wicerektorem miejscowego katolickiego uniwersytetu.

### Episkopat
4 października 2003 został mianowany biskupem pomocniczym archidiecezji Luanda, ze stolicą tytularną Flumenpiscense. Sakry biskupiej udzielił mu 11 stycznia 2004 kardynał Alexandre do Nascimento.
11 lutego 2005 Jan Paweł II mianował go ordynariuszem diecezji Kabinda.
8 grudnia 2014 papież Franciszek mianował go arcybiskupem Luandy. Ingres odbył się 24 stycznia 2015.
W latach 2015-2021 był przewodniczącym Konferencji Episkopatu Angoli i Wysp Świętego Tomasza i Książęcej.